# 1. Deild Karla
A 1. Deild Karla (em português: Primeira Divisão Masculina)  é a segunda divisão do Campeonato Islandês de Futebol, ela é disputada entre os meses de Maio e Setembro, por conta do rigoroso inverno da Islândia. Ela é organizada pela Federação Islandesa de Futebol e conta com 12 equipes participantes.

## História do Campeonato
Os maiores campeões são Thrótur Reykjavík e Breiðablik UBK, os dois com 6 títulos.
- 1955: ÍBA Akureyar
- 1956: íBH
- 1957: Keflavík
- 1958: Thrótur Reykjavík
- 1959: ÍBA Akureyar
- 1960: íBH
- 1961: ÍBÍ
- 1962: Keflavík
- 1963: Thrótur Reykjavík
- 1964: ÍBA Akureyar
- 1965: Thrótur Reykjavík
- 1967: ÍBV Vestmannaeyjar
- 1968: ÍA
- 1969: Víkingur Reykjavík
- 1970: Breiðablik UBK
- 1971: Víkingur Reykjavík
- 1972: ÍBA Akureyar
- 1973: Víkingur Reykjavík
- 1974: FH
- 1975: Breiðablik UBK
- 1976: ÍBV Vestmannaeyjar
- 1977: Thrótur Reykjavík
- 1978: KR
- 1979: Breiðablik UBK
- 1980: KA
- 1981: Keflavík
- 1982: Thrótur Reykjavík
- 1984: FH
- 1985: ÍBV Vestmannaeyjar
- 1986: Völsungur
- 1987: Víkingur Reykjavík
- 1988: FH
- 1989: Stjarnan
- 1990: Víðir
- 1991: ÍA
- 1992: Fylkir
- 1993: Breiðablik UBK
- 1994: Grindavík
- 1995: ÍBV Vestmannaeyjar
- 1996: Víkingur Reykjavík
- 1997: Fylkir
- 1999: Thrótur Reykjavík
- 2000: FH
- 2001: Þór Akureyri
- 2002: Valur
- 2003: Keflavík
- 2004: Valur
- 2005: Breiðablik UBK
- 2007: Grindavík
- 2008: ÍBV Vestmannaeyjar
- 2009: Selfoss
- 2010: Víkingur Reykjavík
- 2011: ÍA
- 2012: Þór Akureyri
- 2013: Fjölnir
- 2014: Leiknir
- 2015: ---
- 2016: ---